# Alfredo Domingo Calcagno
Alfredo Domingo Calcagno (Mercedes [provincia de Buenos Aires], 26 de octubre de 1891 - La Plata, 9 de marzo de 1962) fue un docente, político y escritor argentino, de actuación desde la década de 1920 hasta la de 1950.

## Biografía
Estudió en la Universidad Nacional de La Plata y presidió la Federación Universitaria de La Plata, cargo desde el cual apoyó la reforma universitaria.
Fue becado para estudiar psicología y pedagogía en Bruselas, donde obtuvo el título de doctor en pedagogía. De regreso, fue profesor titular de psicología, antropología y psicopedagogía en la Universidad y en la Escuela Normal de La Plata. Tras ser miembro del Consejo Provincial de Educación, fue rector del Colegio Nacional de La Plata.
En 1936, fue nombrado decano de la Facultad de Humanidades de La Plata y miembro del Consejo Superior Universitario. Fue también miembro del Centro de Estudios Históricos Argentinos de La Plata.
Entre 1945 y 1946 fue Rector de la Universidad Nacional de La Plata, fue diputado desde 1946 hasta 1948 y miembro de la Convención reformadora de la Constitución Nacional en 1949.
Reincorporado a la UNLP en 1955, fue embajador de la Argentina ante la Unesco durante la presidencia de Arturo Frondizi.
Falleció en Buenos Aires en 1962. Sus hijos Alfredo Eric Calcagno es un destacado economista, politólogo e historiador, Jorge Luis Calcagno Quijano es un político de larga militancia en la UCR, fue subsecretario de estado, secretaría Legal y Técnica en la presidencia de Raúl Alfonsín, abogado e historiador, y su nieto Eric Calcagno ha sido embajador, diputado y senador nacional.